# USS Estes (AGC-12)
USS Estes (AGC-12) – amerykański okręt dowodzenia typu Mount McKinley. Brał udział w działaniach II wojny światowej, wojny koreańskiej i wietnamskiej. Uczestniczył w operacji Ivy. Odznaczony dwiema battle star za udział w II wojnie światowej, dwiema za udział w wojnie koreańskiej i sześcioma campaign star za udział w wojnie wietnamskiej.